# Inferno Metalcore System
Az Inferno Metalcore System 2002-ben alakult magyar metal/hardcore együttes. A zenekar közvetlen elődjének az 1996-tól 1999-ig működő Inferno számít. A 2004-es A bizonyosság útvesztői című anyagra újra felvették azokat az Inferno-dalokat, amelyek kiállták az idő próbáját. Az együttes legutóbbi kiadványa a 2006-os A megtörtek földjén EP. 

## A megtörtek földjén
Az EP 2007. február 1-jén jelent meg. A dalokat 2006 augusztusában rögzítették a debreceni Szeg Home Stúdióban, Szilágyi István (Szeg) és Nagy Attila (Lights Go Out) közreműködésével. Az anyag utómunkálatait Szilágyi István végezte. A dalok zenéje az együttes közös munkája, míg a szövegeket Erdei Sándor gitáros és Béres László dobos írták. Utóbbi készítette a lemez borítóját is.
| 1. | A ketrec             |  |
| 2. | A hamu íze           |  |
| 3. | Fekete ködben        |  |
| 4. | Szakadék             |  |
| 5. | Az utolsó forró nyár |  |

Közreműködők
- Buzsik Csaba – ének
- Csehely Tamás – gitár, ének
- Erdei Sándor – gitár
- Greskó Ádám – basszusgitár
- Béres László – dobok

## Diszkográfia
- A bizonyosság útvesztői (EP, 2004)
- A megtörtek földjén (EP, 2007)

## Tagok
- Buzsik Csaba – ének (2002 óta)
- Csehely Tamás – gitár, ének (2002 óta)
- Erdei Sándor – gitár (2002 óta)
- Okler Róbert – basszusgitár (2007 óta)
- Béres László – dobok (2002 óta)

### Korábbi tagok
- Májer Attila – basszusgitár (2002-2004)
- Greskó Ádám – basszusgitár (2005-2007)

## Külső hivatkozások
Myspace oldal